# Porca società
Pour plus de détails, voir Fiche technique et Distribution.
Porca società est un film dramatique italien réalisé par Luigi Russo et sorti en 1978.
C'est le premier film dans lequel apparaît la chanteuse française Jeanne Mas.

## Synopsis
Le jeune mécanicien Paolo commence à s'intéresser aux questions politico-syndicales et rencontre la militante féministe Michela, séparée depuis longtemps de son mari Renato, avec qui il se lie d'amitié par la suite ; Paolo néglige son travail et se fait licencier. Plus tard, en participant à une manifestation, Paolo est abattu et meurt.

## Fiche technique
- Titre original italien  : Porca società[1],[2]
- Réalisateur : Luigi Russo
- Scénario : Luigi Russo, Paolo Belloni
- Photographie : Fausto Zuccoli
- Montage : Luigi Russo
- Musique : Pippo Caruso (it), Antonio Forrest
- Production : Dionysio Belma
- Société de production : Belma Cinematografica, Dionysio Cinematografica
- Pays de production :  Italie
- Langue originale : italien
- Format : Couleurs
- Durée : 90 minutes
- Genre : Drame
- Dates de sortie :
  - Italie : 8 juin 1978

## Distribution
- Saverio Marconi (it) : Paul
- Mirella D'Angelo : Michela
- Luciano Bartoli (it) : Renato
- Sofia Dionisio (it) (sous le nom de « Flavia Fabiani »)
- Jeanne Mas
- Giovanni Brusatori (it)